# Озерськ
Озе́рськ — село в Україні, у Дубровицькій міській громаді Сарненського району Рівненської області. Населення становить 560 осіб (2011).
Від центру територіальної громади — 25 км. Від автотраси — 6 км. На північний схід від села знаходиться ботанічний заказник загальнодержавного значення Озерський заказник.

## Назва
Топонім «Озерськ» походить від географічного терміна «озеро».[джерело?] Польською мовою згадується як Jeziersk, російською — як Озерскъ.

## Географія
Площа села — 0,64 км². Поблизу села — озеро Озерське.

### Клімат
Клімат у селі вологий континентальний («Dfb» за класифікацією кліматів Кеппена). Опадів 604 мм на рік. Найменша кількість опадів спостерігається в березні й сягає у середньому 28 мм. Найбільша кількість опадів випадає в червні — близько 87 мм. Різниця в опадах між сухими та вологими місяцями становить 59 мм. Пересічна температура січня — -5,6 °C, липня — 18,5 °C. Річна амплітуда температур становить 24,1 °C.
| Клімат Озерська                   | Клімат Озерська | Клімат Озерська | Клімат Озерська | Клімат Озерська | Клімат Озерська | Клімат Озерська | Клімат Озерська | Клімат Озерська | Клімат Озерська | Клімат Озерська | Клімат Озерська | Клімат Озерська | Клімат Озерська |
| Показник                          | Січ.            | Лют.            | Бер.            | Квіт.           | Трав.           | Черв.           | Лип.            | Серп.           | Вер.            | Жовт.           | Лист.           | Груд.           | Рік             |
| Середній максимум, °C             | −2,6            | −1,4            | 3,4             | 12,3            | 19,2            | 22,8            | 23,8            | 23,0            | 18,2            | 11,7            | 4,8             | −0,1            | 11,3            |
| Середня температура, °C           | −5,6            | −4,6            | −0,3            | 7,4             | 13,6            | 17,4            | 18,5            | 17,6            | 13,2            | 7,7             | 2,3             | −2,6            | 7,1             |
| Середній мінімум, °C              | −8,5            | −7,7            | −3,9            | 2,6             | 8,1             | 12,0            | 13,2            | 12,2            | 8,3             | 3,8             | −0,2            | −5,1            | 2,9             |
| Норма опадів, мм                  | 35              | 29              | 28              | 41              | 56              | 87              | 80              | 64              | 57              | 45              | 41              | 41              | 604             |
| --------------------------------- | --------------- | --------------- | --------------- | --------------- | --------------- | --------------- | --------------- | --------------- | --------------- | --------------- | --------------- | --------------- | --------------- |
| Джерело: Climate-Data.org (англ.) |                 |                 |                 |                 |                 |                 |                 |                 |                 |                 |                 |                 |                 |

## Історія
Село вперше згадується 1577 року.
Село до 1960-х—1970-х років мало три прізвища: Серко, Пляшко, Петрович (ці прізвища належали засновникам села). Перша згадка про населений пункт зустрічається 1757 року, дослідження свідчать також про давність назв урочищ, доріг.[джерело?]
Коли королева Бона Сфорца (дружина польського короля) розпорядилась надати землі вільним козакам, то вони поселились саме в урочищі «Вижари»[джерело?], бо земель, крім маленьких клаптиків на горбах, не було, а було непрохідне болото, чагарники, ліс, яке і зараз тягнеться до кордонів Білорусі. Село належало до Столінського повіту, одним із межових знаків була канава Гранична за озером, що роз'єднувала землі Білорусі та України[джерело?].
До 1917 року село входило до складу Російської імперії. У 1906 році село входило до складу Висоцької волості Рівненського повіту Волинської губернії Російської імперії. У 1918—1920 роки нетривалий час перебувало в складі Української Народної Республіки.
У 1921—1939 роки входило до складу Польщі. У 1921 році село входило до складу гміни Висоцьк Сарненського повіту Поліського воєводства Польської Республіки. 1 січня 1923 року розпорядженням Ради Міністрів Польщі Висоцька гміна вилучена із Сарненського повіту і включена до Столінського повіту. У 1935 році село Озерськ разом з лісничівками Біла Гора, Лещериське, Озерськ та смолярннею Броди належало до громади Озерськ гміни Висоцьк Поліського воєводства.
З 1939 року — у складі Рівненської області УРСР. У роки Другої світової війни деякі мешканці села долучилися до національно-визвольної боротьби.
У 1947 році село Озерськ підпорядковувалося Озерській сільській раді Висоцького району Ровенської області УРСР.
Відповідно до прийнятої в грудні 1989 року постанови Ради Міністрів УРСР село занесене до переліку населених пунктів, які зазнали радіоактивного забруднення внаслідок аварії на Чорнобильській АЕС, жителям виплачувалася грошова допомога. Згідно з постановою Кабінету Міністрів Української РСР, ухваленою в липні 1991 року, село належало до зони гарантованого добровільного відселення. На кінець 1993 року забруднення ґрунтів становило 0,88 Кі/км² (137Cs + 134Cs), молока — 8,96 мКі/л (137Cs + 134Cs), картоплі — 0,59 мКі/кг (137Cs + 134Cs), сумарна доза опромінення — 219 мбер, з якої: зовнішнього — 11 мбер, загальна від радіонуклідів — 208 мбер (з них Cs — 197 мбер).
До 2020 підпорядковувалося Лісівській сільській раді. Відповідно до Розпорядження Кабінету Міністрів України від 12 червня 2020 року № 722-р «Про визначення адміністративних центрів та затвердження територій територіальних громад Рівненської області» увійшло до складу Дубровицької міської громади.

## Населення
Станом на 1859 рік, у власницькому селі Озерськ налічувалося 19 дворів та 128 жителів (75 чоловіків і 53 жінок), з них 126 православних і 2 євреїв. Станом на 1906 рік у селі було 39 дворів та мешкало 340 осіб.
За переписом населення Польщі 10 вересня 1921 року в селі налічувалося 80 будинків та 491 мешканець, з них: 245 чоловіків та 246 жінок; 484 православні, 4 юдеї та 3 римо-католики; 483 українці, 4 євреї та 4 поляки.
Згідно з переписом УРСР 1989 року чисельність наявного населення села становила 617 осіб, з яких 297 чоловіків та 320 жінок. На кінець 1993 року в селі мешкало 613 жителів, з них 179 — дітей.
За переписом населення України 2001 року в селі мешкало 616 осіб. Станом на 1 січня 2011 року населення села становить 560 осіб. Густота населення — 959,38 особи/км².

### Мова
Розподіл населення за рідною мовою за даними перепису 2001 року:
| Мова       | Відсоток |
| ---------- | -------- |
| українська | 98,86 %  |
| білоруська | 0,65 %   |
| російська  | 0,33 %   |

### Вікова і статева структура
Структура жителів села за віком і статтю (станом на 2011 рік):
| Вік   | Чоловіків | Жінок | Разом |
| ----- | --------- | ----- | ----- |
| 0-17  | 80        | 65    | 145   |
| 18-39 | 82        | 77    | 159   |
| 40-59 | 68        | 55    | 123   |
| 60+   | 49        | 84    | 133   |
| Разом | 279       | 281   | 560   |

### Соціально-економічні показники
| Працездатне населення | Працездатне населення | Працездатне населення | Працездатне населення | Працездатне населення | Працездатне населення | Непрацездатне населення | Непрацездатне населення | Непрацездатне населення | Непрацездатне населення | Непрацездатне населення | Непрацездатне населення | Все населення |
| Чоловіки              | Чоловіки              | Жінки                 | Жінки                 | Разом                 | Разом                 | Чоловіки                | Чоловіки                | Жінки                   | Жінки                   | Разом                   | Разом                   | 560           |
| ос.                   | %                     | ос.                   | %                     | ос.                   | %                     | ос.                     | %                       | ос.                     | %                       | ос.                     | %                       | 560           |
| --------------------- | --------------------- | --------------------- | --------------------- | --------------------- | --------------------- | ----------------------- | ----------------------- | ----------------------- | ----------------------- | ----------------------- | ----------------------- | ------------- |
| 107                   | 19                    | 142                   | 26                    | 249                   | 46                    | 128                     | 23                      | 163                     | 30                      | 291                     | 53                      | 560           |

| Зайняті  | Зайняті  | Зайняті | Зайняті | Зайняті | Зайняті | Безробітні | Безробітні | Безробітні | Безробітні | Безробітні | Безробітні | Все населення |
| Чоловіки | Чоловіки | Жінки   | Жінки   | Разом   | Разом   | Чоловіки   | Чоловіки   | Жінки      | Жінки      | Разом      | Разом      | 560           |
| ос.      | %        | ос.     | %       | ос.     | %       | ос.        | %          | ос.        | %          | ос.        | %          | 560           |
| -------- | -------- | ------- | ------- | ------- | ------- | ---------- | ---------- | ---------- | ---------- | ---------- | ---------- | ------------- |
| 53       | 5        | 86      | 8       | 142     | 13      | 159        | 16         | 207        | 20         | 366        | 36         | 560           |

| Дорослі | Діти | Пенсіонери | Інваліди Німецько-радянської війни | Учасники бойових дій | Інваліди всіх груп і категорій | Люди, які обслуговуються служб. соц. допом. на дому | Неповні сім'ї | Діти з неповних сімей | Багатодітні сім'ї | Діти з багатодітних сімей | Діти-інваліди | Діти-сироти | Одинокі багатодітні матері |
| ------- | ---- | ---------- | ---------------------------------- | -------------------- | ------------------------------ | --------------------------------------------------- | ------------- | --------------------- | ----------------- | ------------------------- | ------------- | ----------- | -------------------------- |
| 463     | 119  | 196        | -                                  | -                    | 40                             | 9                                                   | 4             | 4                     | 17                | 54                        | -             | 3           | 3                          |

## Політика

### Органи влади
До 2020 року місцеві органи влади були представлені Лісівською сільською радою.

### Вибори
Село входить до виборчого округу № 155. У селі розташована виборча дільниця № 560268. Станом на 2011 рік кількість виборців становила 416 осіб.

## Культура
У селі працює Озерський сільський клуб на 240 місць. Діє Озерська публічно-шкільна бібліотека, книжковий фонд якої становлять 11 045 книг та яка має 8 місць для читання, 1 особу персоналу, кількість читачів — 505 осіб.

## Релігія
Список конфесійних громад станом на 2011 рік:
| Назва громади                                                         | Релігійна організація | Дата реєстрації | Орієнтовна кількість парафіян | Тип ритуальної будівлі | Джерела |
| --------------------------------------------------------------------- | --------------------- | --------------- | ----------------------------- | ---------------------- | ------- |
| Релігійна громада Свято-Параскевської парафії Сарненської єпархії УПЦ | ПЦУ                   | 14 вересня 2004 | -                             | Церква                 | [ 30 ]  |

У першій половині XIX століття село належало до греко-католицької парафії церкви Успіння Богородиці села Залішани Ровенського повіту, а у 1840-х та другій половині XIX століття — до православної парафії церкви Успіння Пресвятої Богородиці села Залішани Домбровицької волості.
6 травня 2022 року відбулися збори релігійної громади Свято-Параскевської парафії Озерська, на яких було ухвалено рішення про перехід парафії від УПЦ (Московського патріархату) до канонічної Православної церкви України.

## Освіта
У селі діє Озерська загальноосвітня школа І-ІІІ ступенів. У 2011 році в ній навчалося 98 учнів (із 220 розрахованих) та викладало 20 учителів.
Дошкільна освіта представлена дитячим садком «Озерський дошкільний навчальний заклад „Дзвіночок“», у якому станом на 2011 рік навчалося 27 дітей і працювало 4 учителі та вихователі.

## Інфраструктура
У селі наявний сквер площею 450 м². Наявне відділення поштового зв'язку.

## Особистості

### Народилися
- Федір Пляшко (1966—2017) — український військовослужбовець, учасник російсько-української війни.

#### Офіційні дані та нормативно-правові акти
- Паспорт Дубровицького району (станом на 1 січня 2011 року) (doc). Дубровицька районна рада. Архів оригіналу за 10 лютий 2015. Процитовано 16 жовтня 2019.

#### Мапи
- Історичний Атлас України / Гол. ред. Л. Винар; Упорядн.: І. Тесля, Е. Тютько. Українське історичне товариство. — Монреаль; Нью-Йорк; Мюнхен, 1980. — 182 с.